# Третья Речка (приток Малого Карая)
Третья Речка — река в Томской области России, протекает по Каргасокскому району. Устье реки находится в 12 км по левому берегу реки Малый Карай на высоте 92 м над уровнем моря.
Длина реки составляет 10 км.

## Данные водного реестра
По данным государственного водного реестра России относится к Верхнеобскому бассейновому округу, водохозяйственный участок реки — Васюган, речной подбассейн реки — Васюган. Речной бассейн реки — (Верхняя) Обь до впадения Иртыша.
Код водного объекта в государственном водном реестре — 13010800112115200030225.